# Asté
Pour les articles homonymes, voir Asté (homonymie).
Asté est une commune française située dans le centre du département des Hautes-Pyrénées, en région Occitanie. Sur le plan historique et culturel, la commune est dans la province du Haut-Adour, autrefois incluse dans l’ancien comté de Bigorre.
Il s’agit d’une zone montagneuse constituée des prolongements occidentaux des massifs de Néouvielle et de l’Arbizon. Exposée à un climat de montagne, elle est drainée par l'Adour, le Lhéris, le ruisseau de Lies et par divers autres petits cours d'eau. La commune possède un patrimoine naturel remarquable :  un espace protégé (l'« Adour et affluents ») et neuf zones naturelles d'intérêt écologique, faunistique et floristique.
Asté est une commune rurale qui compte 572 habitants en 2022. Elle est dans l'agglomération de Bagnères-de-Bigorre et fait partie de l'aire d'attraction de Bagnères-de-Bigorre. Ses habitants sont appelés les Astéens ou  Astéennes.

### Paysages et relief

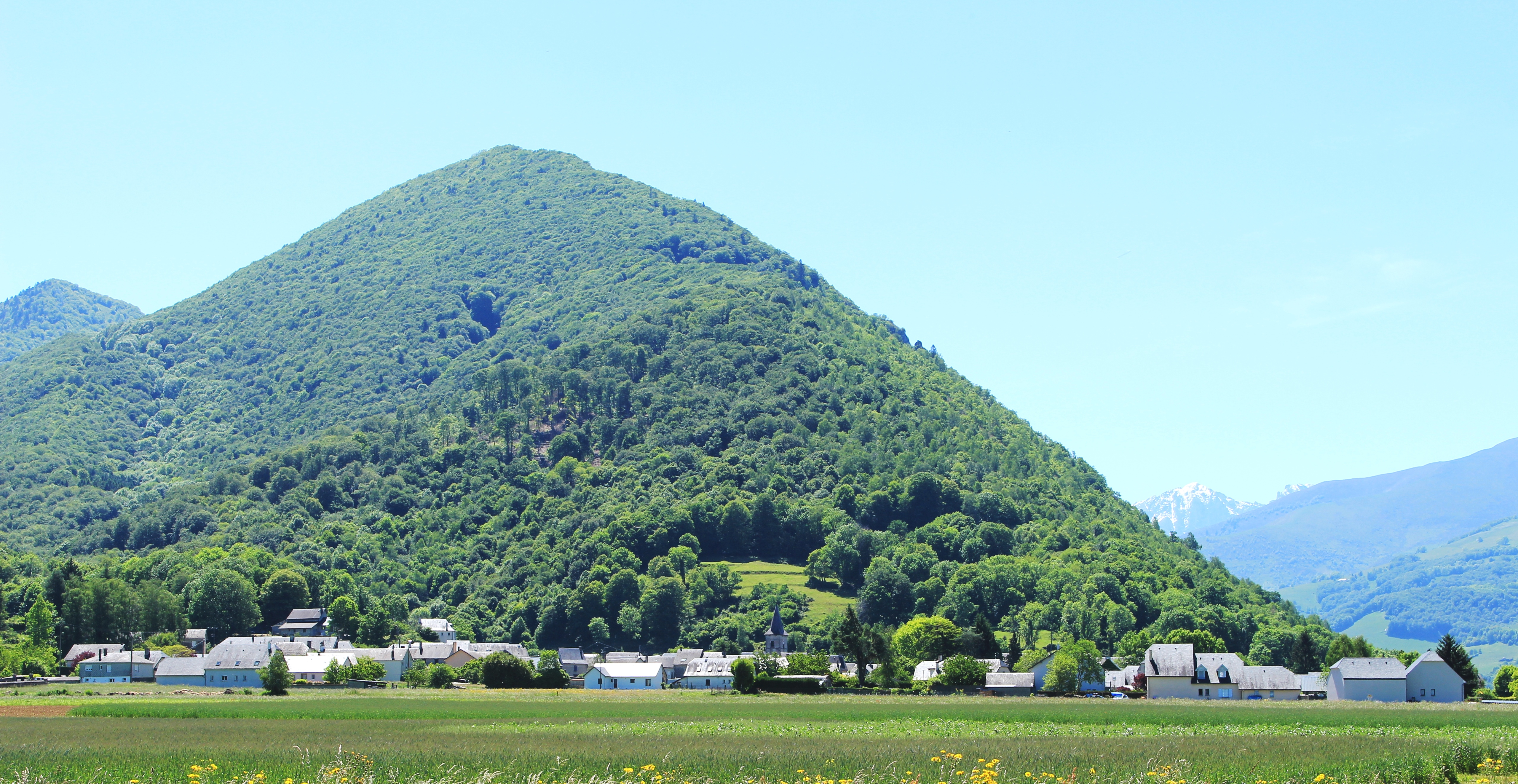
Vue générale en été.

## Géographie

### Localisation
La commune d'Asté se trouve dans le département des Hautes-Pyrénées, en région Occitanie.
Elle se situe à 22 km à vol d'oiseau de Tarbes, préfecture du département, et à 3 km de Bagnères-de-Bigorre, sous-préfecture.
Les communes les plus proches sont : 
Beaudéan (1,4 km), Gerde (1,6 km), Campan (2,8 km), Bagnères-de-Bigorre (3,0 km), Lies (4,4 km), Uzer (4,7 km), Marsas (4,9 km), Banios (5,4 km).
Sur le plan historique et culturel, Asté fait partie de la province historique du Haut-Adour, autrefois incluse dans l’ancien comté de Bigorre. Il s’agit d’une zone montagneuse constituée des prolongements occidentaux des massifs de Néouvielle et de l’Arbizon,.

Représentations cartographiques de la commune
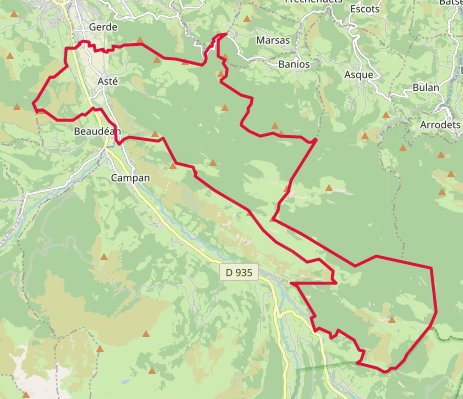
Carte OpenStreetMap.
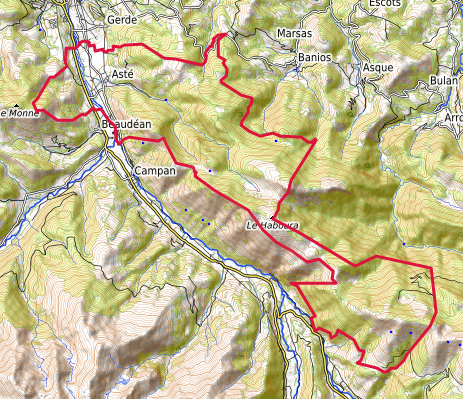
Carte topographique.

| Gerde, Bagnères-de-Bigorre | Lies   | Marsas, Banios |
| Beaudéan                   | Asté   | Asque          |
|                            | Campan | Esparros       |

### Hydrographie
La commune est dans le bassin de l'Adour, au sein du bassin hydrographique Adour-Garonne. Elle est drainée par l'Adour, le Lhéris, le ruisseau de Lies, le ruisseau de Hourclat, le ruisseau Gavarni et par divers petits cours d'eau, constituant un réseau hydrographique de 23 km de longueur totale,.
L'Adour, d'une longueur totale de 308,8 km, se forme dans la vallée de Campan en Haute-Bigorre de la réunion de trois torrents : l'Adour de Payolle, l'Adour de Gripp et l'Adour de Lesponne et s'écoule du sud vers le nord. Il traverse la commune et se jette dans le golfe de Gascogne à Anglet, après avoir traversé 118 communes.

### Climat
Le climat qui caractérise la commune est qualifié, en 2010, de « climat des marges montargnardes », selon la typologie des climats de la France qui compte alors huit grands types de climats en métropole. En 2020, la commune ressort du type « climat de montagne » dans la classification établie par Météo-France, qui ne compte désormais, en première approche, que cinq grands types de climats en métropole. Pour ce type de climat, la température décroît rapidement en fonction de l'altitude. On observe une nébulosité minimale en hiver et maximale en été. Les vents et les précipitations varient notablement selon le lieu.
Les paramètres climatiques qui ont permis d’établir la typologie de 2010 comportent six variables pour les températures et huit pour les précipitations, dont les valeurs correspondent à la normale 1971-2000. Les sept principales variables caractérisant la commune sont présentées dans l'encadré ci-après.
| Paramètres climatiques communaux sur la période 1971-2000 - Moyenne annuelle de température : 11 °C - Nombre de jours avec une température inférieure à −5 °C : 4,5 j - Nombre de jours avec une température supérieure à 30 °C : 4 j - Amplitude thermique annuelle : 14,4 °C - Cumuls annuels de précipitation : 1 184 mm - Nombre de jours de précipitation en janvier : 10,6 j - Nombre de jours de précipitation en juillet : 8,6 j |

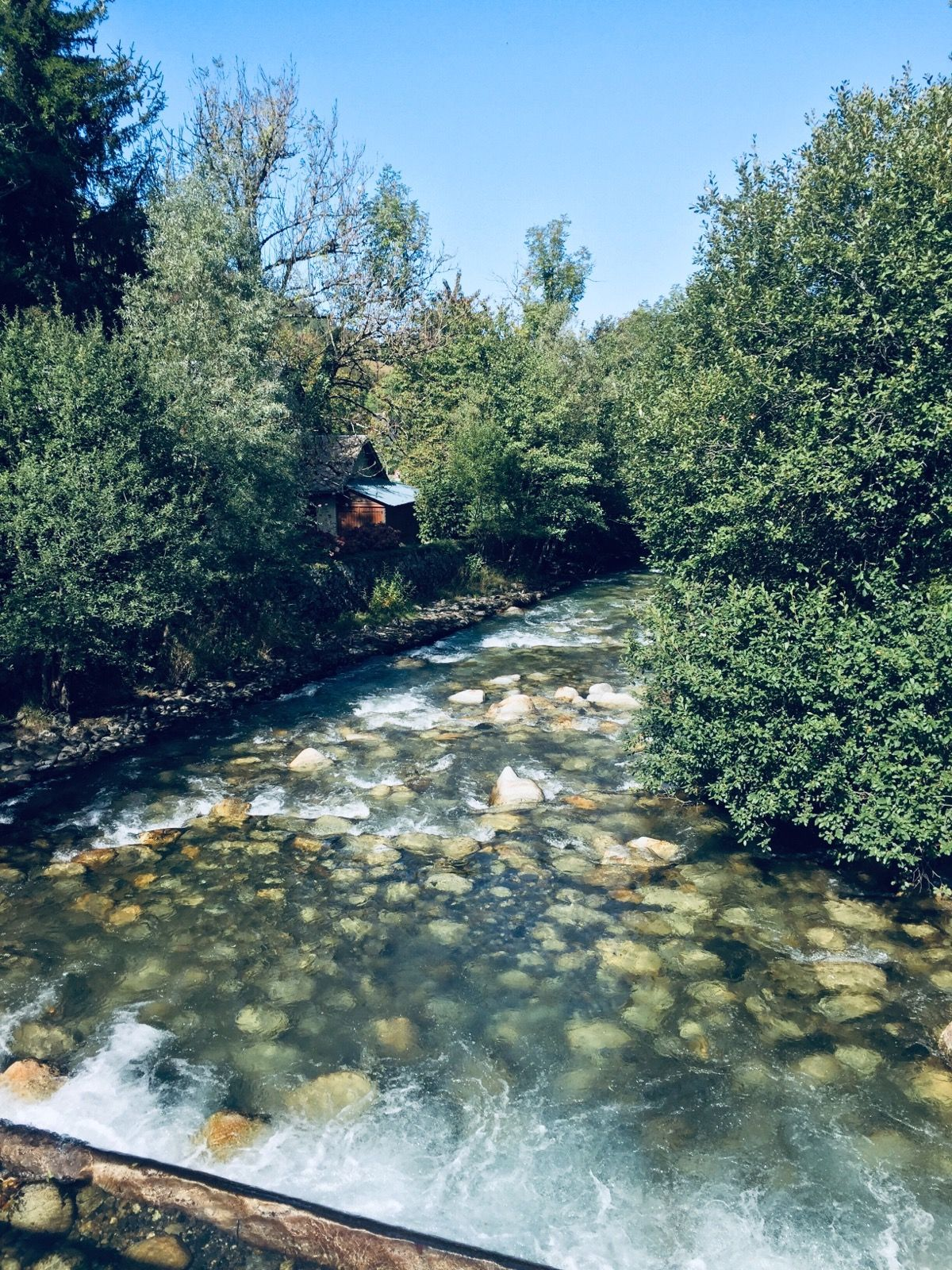
L'Adour depuis un pont à Asté.

Avec le changement climatique, ces variables ont évolué. Une étude réalisée en 2014 par la Direction générale de l'Énergie et du Climat complétée par des études régionales prévoit en effet que la  température moyenne devrait croître et la pluviométrie moyenne baisser, avec toutefois de fortes variations régionales. Ces changements peuvent être constatés sur la station météorologique de Météo-France la plus proche, « Artigues », sur la commune de Campan, mise en service en 1959 et qui se trouve à 3 km à vol d'oiseau,, où la température moyenne annuelle est de 7,7 °C et la hauteur de précipitations de 1 220,8 mm pour la période 1981-2010.
Sur la station météorologique historique la plus proche, « Tarbes-Lourdes-Pyrénées », sur la commune d'Ossun, mise en service en 1946 et à 22 km, la température moyenne annuelle évolue de 12,2 °C pour la période 1971-2000, à 12,6 °C pour 1981-2010, puis à 12,9 °C pour 1991-2020.

### Milieux naturels et biodiversité

#### Espaces protégés
La protection réglementaire est le mode d’intervention le plus fort pour préserver des espaces naturels remarquables et leur biodiversité associée,.
Dans ce cadre, la commune fait partie.
Un  espace protégé est présent sur la commune : 
l'« Adour et affluents », objet d'un arrêté de protection de biotope, d'une superficie de 215,8 ha.

#### Zones naturelles d'intérêt écologique, faunistique et floristique
L’inventaire des zones naturelles d'intérêt écologique, faunistique et floristique (ZNIEFF) a pour objectif de réaliser une couverture des zones les plus intéressantes sur le plan écologique, essentiellement dans la perspective d’améliorer la connaissance du patrimoine naturel national et de fournir aux différents décideurs un outil d’aide à la prise en compte de l’environnement dans l’aménagement du territoire.
Cinq ZNIEFF de type 1 sont recensées sur la commune :
- les « Chaînon calcaire de la Bouche de Campan et soulane du Signal de Bassia » (2 055 ha), couvrant 6 communes du département[27] ;
- « l'Adour, de Bagnères à Barcelonne-du-Gers » (2 786 ha), couvrant 59 communes dont 18 dans le Gers, une dans les Landes et 40 dans les Hautes-Pyrénées[28] ;
- le « massif de Lhéris, Hautes-Baronnies » (5 455 ha), couvrant 9 communes du département[29] ;
- le « massif karstique du Monné, Tucou, Bédat » (1 512 ha), couvrant 3 communes du département[30] ;
- le « réseau hydrographique des Baronnies » (390 ha), couvrant 35 communes du département[31] ;

et quatre ZNIEFF de type 2, : 
- l'« Adour et milieux annexes » (3 634 ha), couvrant 60 communes dont 18 dans le Gers, une dans les Landes et 41 dans les Hautes-Pyrénées[32] ;
- les « Baronnies » (20 367 ha), couvrant 43 communes du département[33] ;
- le « bassin du Haut Adour » (27 303 ha), couvrant 18 communes du département[34];
- le « massif du Monné, vallée de l'Oussouet » (6 955 ha), couvrant 11 communes du département[35].

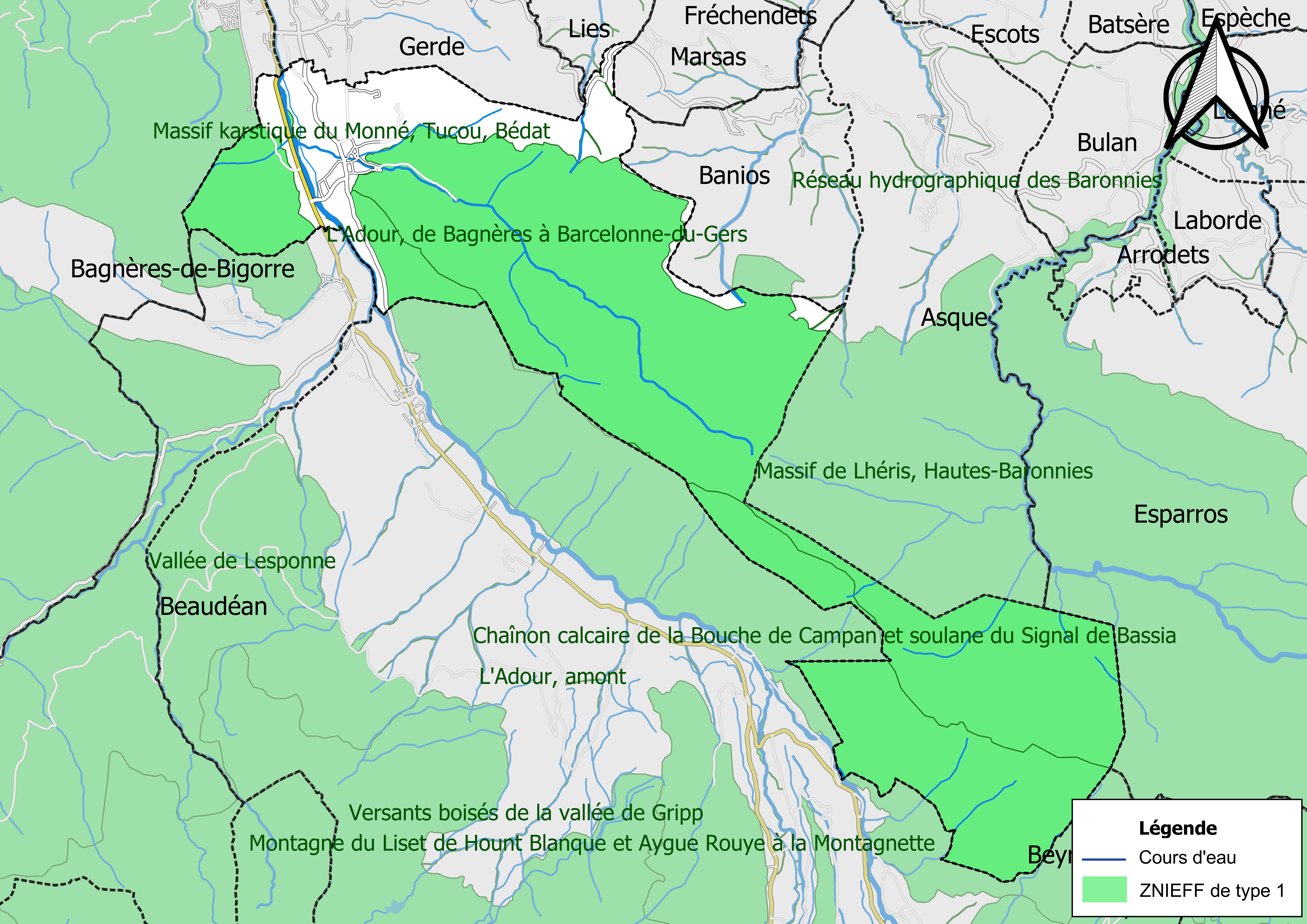
Carte des ZNIEFF de type 1 sur la commune.
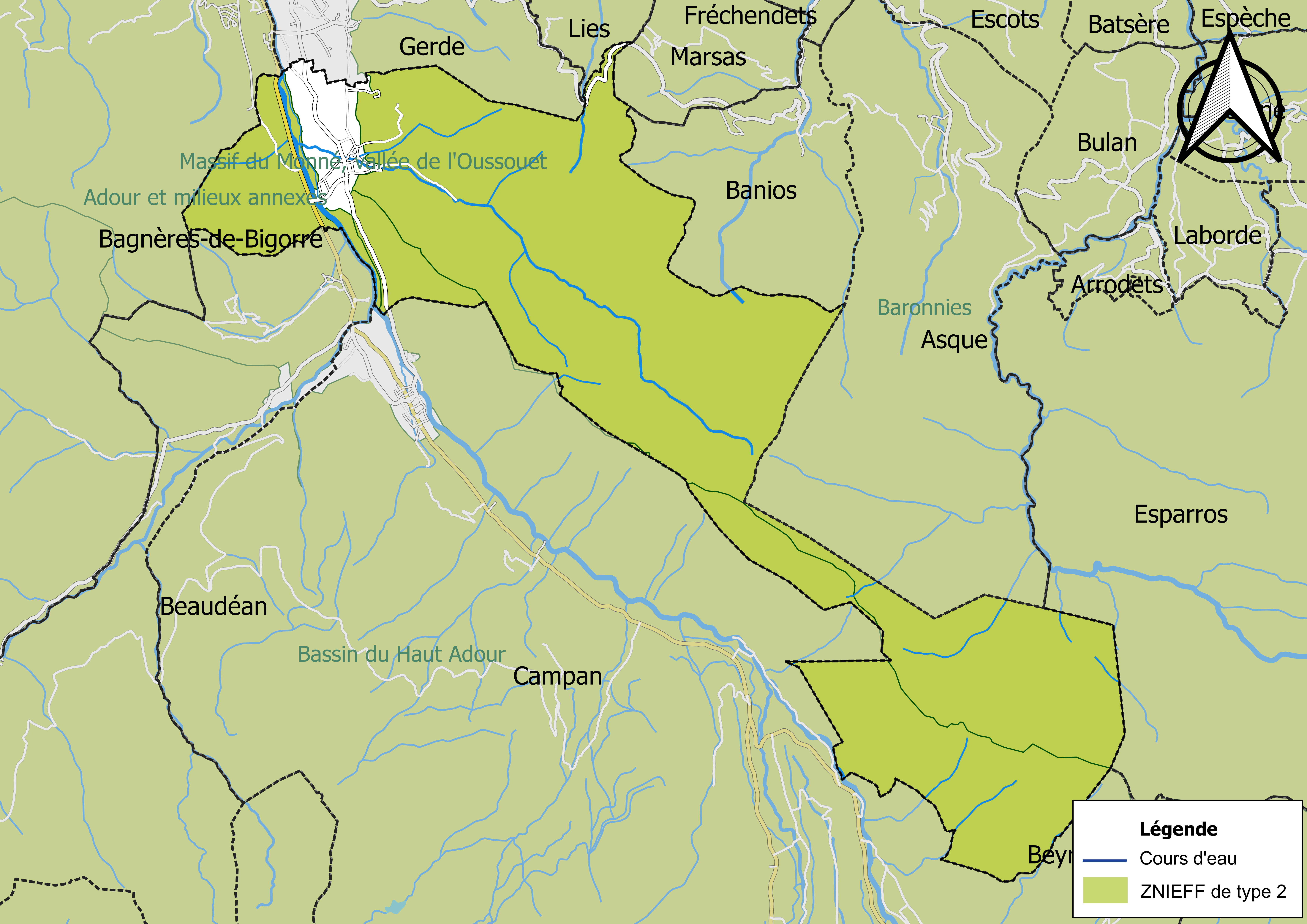
Carte des ZNIEFF de type 2 sur la commune.

## Urbanisme

### Typologie
Au 1er janvier 2024, Asté est catégorisée commune rurale à habitat dispersé, selon la nouvelle grille communale de densité à sept niveaux définie par l'Insee en 2022.
Elle appartient à l'unité urbaine de Bagnères-de-Bigorre, une agglomération intra-départementale regroupant dix  communes, dont elle est une commune de la banlieue,,. Par ailleurs la commune fait partie de l'aire d'attraction de Bagnères-de-Bigorre, dont elle est une commune de la couronne,. Cette aire, qui regroupe 21 communes, est catégorisée dans les aires de moins de 50 000 habitants,.

### Occupation des sols
L'occupation des sols de la commune, telle qu'elle ressort de la base de données européenne d’occupation biophysique des sols Corine Land Cover (CLC), est marquée par l'importance des forêts et milieux semi-naturels (88 % en 2018), une proportion identique à celle de 1990 (88 %). La répartition détaillée en 2018 est la suivante : 
forêts (61,5 %), milieux à végétation arbustive et/ou herbacée (26,5 %), zones agricoles hétérogènes (3,9 %), prairies (2,8 %), zones urbanisées (2,7 %), terres arables (2,5 %).
L'IGN met par ailleurs à disposition un outil en ligne permettant de comparer l’évolution dans le temps de l’occupation des sols de la commune (ou de territoires à des échelles différentes). Plusieurs époques sont accessibles sous forme de cartes ou photos aériennes : la carte de Cassini (XVIIIe siècle), la carte d'état-major (1820-1866) et la période actuelle (1950 à aujourd'hui).

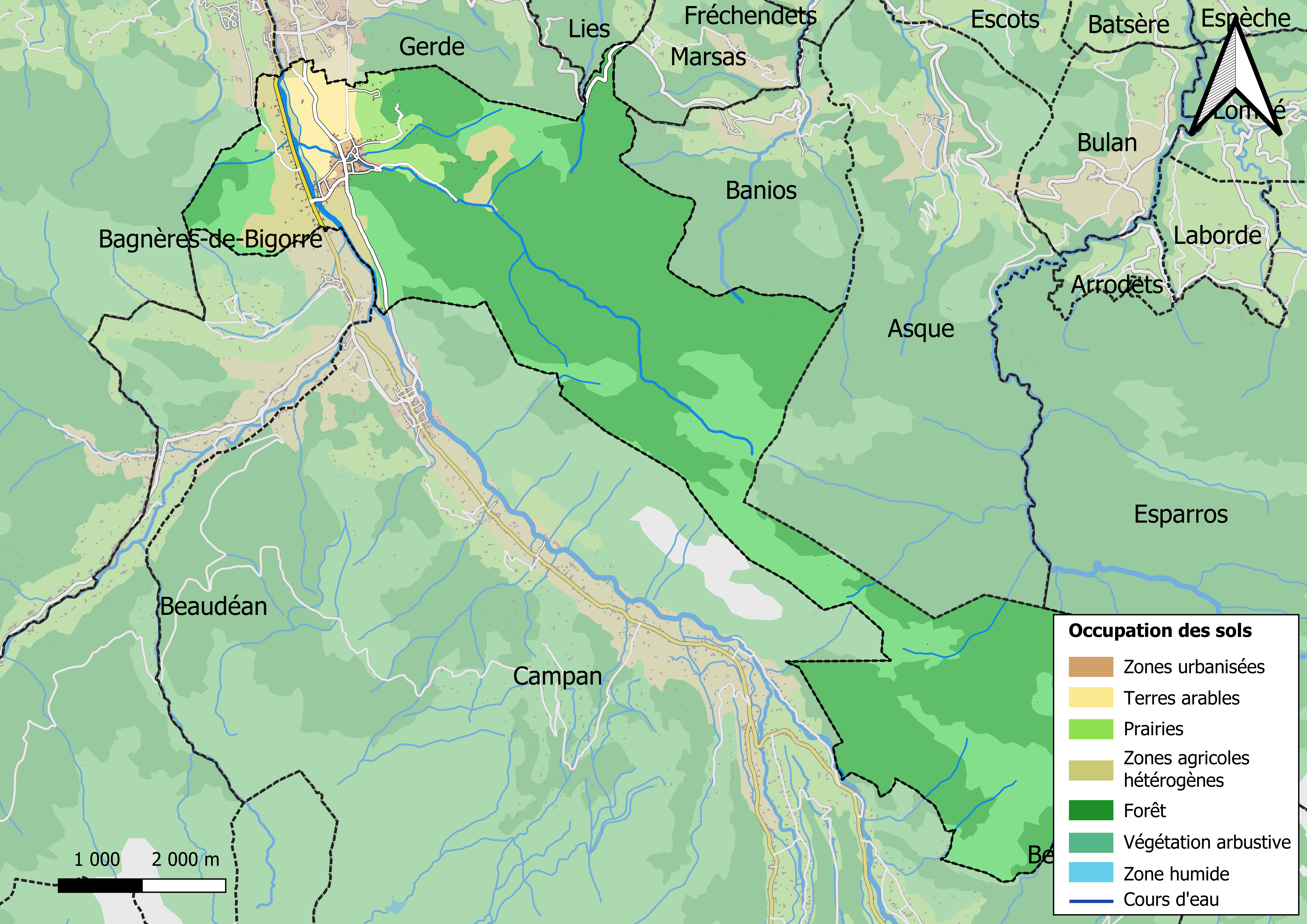
Carte des infrastructures et de l'occupation des sols en 2018 (CLC) de la commune.
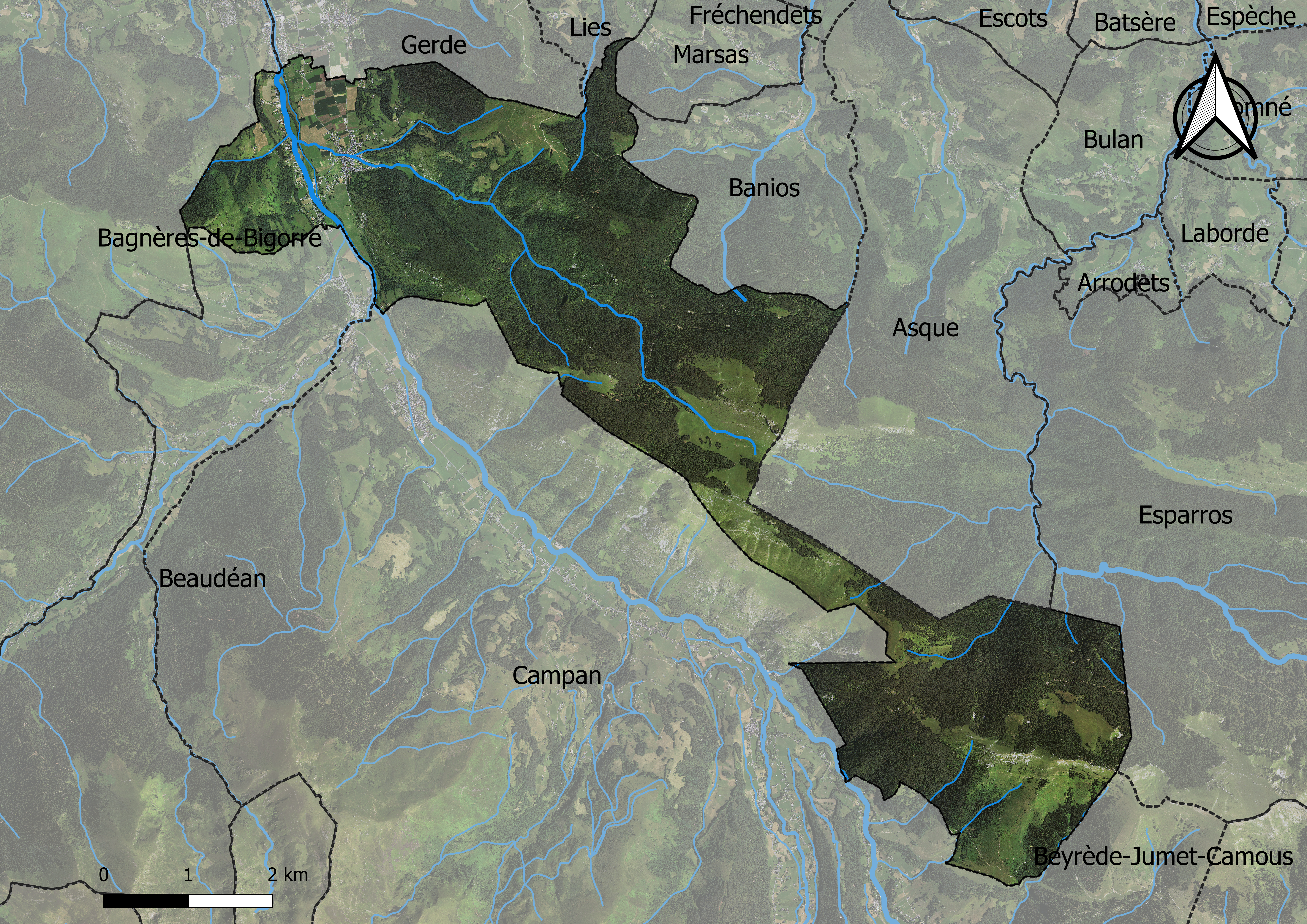
Carte orthophotogrammétrique de la commune.

### Logement
En 2012, le nombre total de logements dans la commune est de 355.

Parmi ces logements, 66,8  % sont des résidences principales, 16,6 % des résidences secondaires et 16,6  % des logements vacants.

### Voies de communication et transports
Cette commune est desservie par la route départementale D 935 et la route départementale D 8.

### Risques majeurs
Le territoire de la commune d'Asté est vulnérable à différents aléas naturels : météorologiques (tempête, orage, neige, grand froid, canicule ou sécheresse), inondations, feux de forêts, mouvements de terrains, avalanche  et séisme (sismicité moyenne). Il est également exposé à un risque technologique,  le transport de matières dangereuses, et à un risque particulier : le risque de radon. Un site publié par le BRGM permet d'évaluer simplement et rapidement les risques d'un bien localisé soit par son adresse soit par le numéro de sa parcelle.

#### Risques naturels
Certaines parties du territoire communal sont susceptibles d’être affectées par le risque d’inondation par débordement de cours d'eau, notamment l'Adour. La cartographie des zones inondables en ex-Midi-Pyrénées réalisée dans le cadre du XIe Contrat de plan État-région, visant à informer les citoyens et les décideurs sur le risque d’inondation, est accessible sur le site de la DREAL Occitanie. La commune a été reconnue en état de catastrophe naturelle au titre des dommages causés par les inondations et coulées de boue survenues en 1982, 1999, 2009, 2019, 2021 et 2022,.
Asté est exposée au risque de feu de forêt. Un plan départemental de protection des forêts contre les incendies a été approuvé par arrêté préfectoral le 21 avril 2020 pour la période 2020-2029. Le précédent couvrait la période 2007-2017. L’emploi du feu est régi par deux types de réglementations. D’abord le code forestier et l’arrêté préfectoral du 27 octobre 2014, qui réglementent l’emploi du feu à moins de 200 m des espaces naturels combustibles sur l’ensemble du département. Ensuite celle établie dans le cadre de la lutte contre la pollution de l’air, qui interdit le brûlage des déchets verts des particuliers. L’écobuage est quant à lui réglementé dans le cadre de commissions locales d’écobuage (CLE).

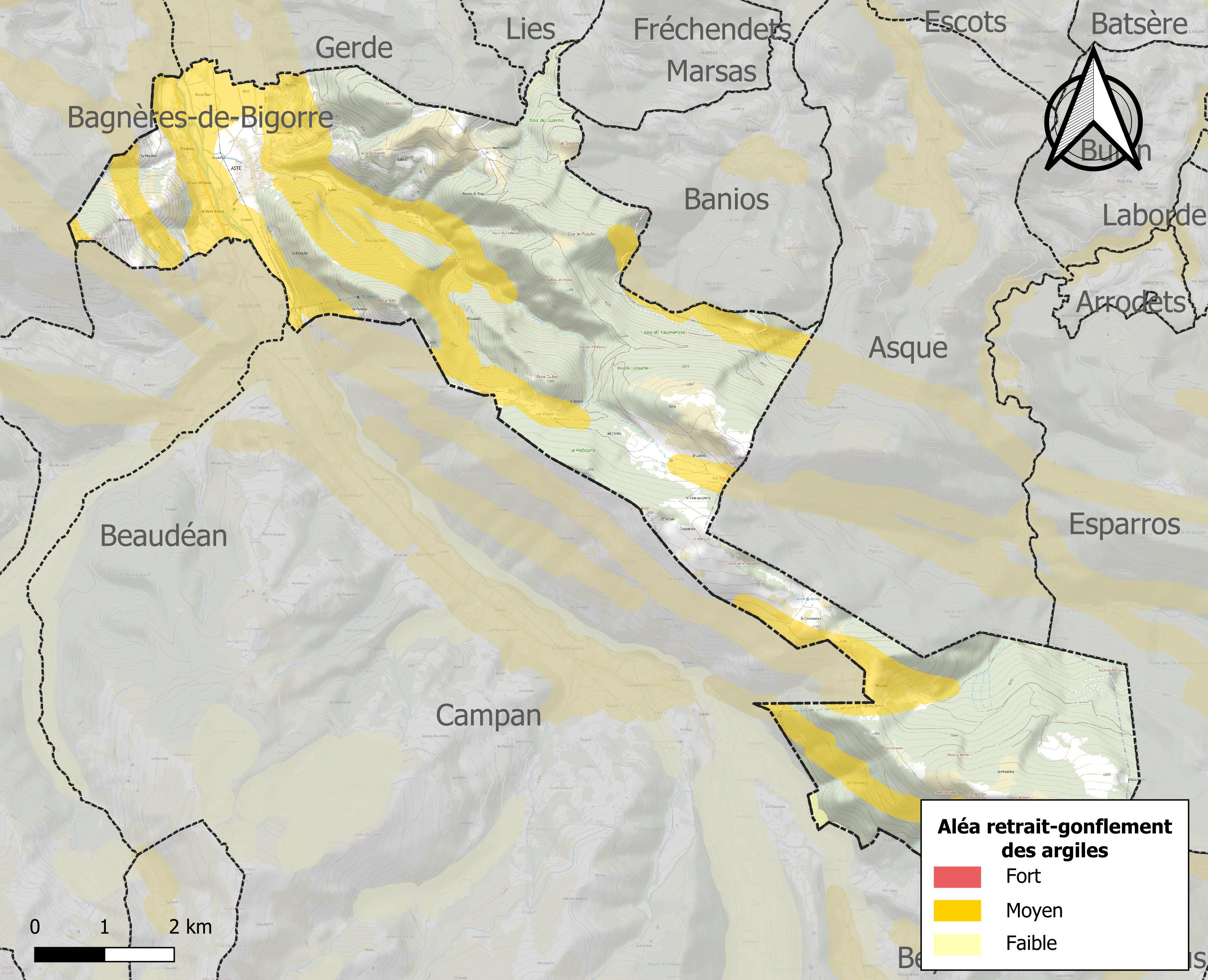
Carte des zones d'aléa retrait-gonflement des sols argileux d'Asté.

Les mouvements de terrains susceptibles de se produire sur la commune sont des mouvements de sols liés à la présence d'argile et des tassements différentiels.
Le retrait-gonflement des sols argileux est susceptible d'engendrer des dommages importants aux bâtiments en cas d’alternance de périodes de sécheresse et de pluie. 28,3 % de la superficie communale est en aléa moyen ou fort (44,5 % au niveau départemental et 48,5 % au niveau national). Sur les 334 bâtiments dénombrés sur la commune en 2019, 173 sont en aléa moyen ou fort, soit 52 %, à comparer aux 75 % au niveau départemental et 54 % au niveau national. Une cartographie de l'exposition du territoire national au retrait gonflement des sols argileux est disponible sur le site du BRGM,.
Par ailleurs, afin de mieux appréhender le risque d’affaissement de terrain, l'inventaire national des cavités souterraines permet de localiser celles situées sur la commune.
Concernant les mouvements de terrains, la commune a été reconnue en état de catastrophe naturelle au titre des dommages causés par des mouvements de terrain en 1999 et 2013.
La commune est exposée aux risques d'avalanche. Les habitants exposés à ce risque doivent se renseigner, en mairie, de l’existence d’un plan de prévention des risques avalanches (PPRA). Le cas échéant, identifier les mesures applicables à l'habitation, identifier, au sein de l'habitation, la pièce avec la façade la moins exposée à l’aléa pouvant faire office, au besoin, de zone de confinement et équiper cette pièce avec un kit de situation d’urgence,.

#### Risque technologique
Le risque de transport de matières dangereuses sur la commune est lié à sa traversée par une canalisation de transport d'hydrocarbures. Un accident se produisant sur une telle infrastructure est susceptible d’avoir des effets graves sur les biens, les personnes ou l'environnement, selon la nature du matériau transporté. Des dispositions d’urbanisme peuvent être préconisées en conséquence.

#### Risque particulier
Dans plusieurs parties du territoire national, le radon, accumulé dans certains logements ou autres locaux, peut constituer une source significative d’exposition de la population aux rayonnements ionisants. Certaines communes du département sont concernées par le risque radon à un niveau plus ou moins élevé. Selon la classification de 2018, la commune d'Asté est classée en zone 2, à savoir zone à potentiel radon faible mais sur lesquelles des facteurs géologiques particuliers peuvent faciliter le transfert du radon vers les bâtiments.

## Toponymie

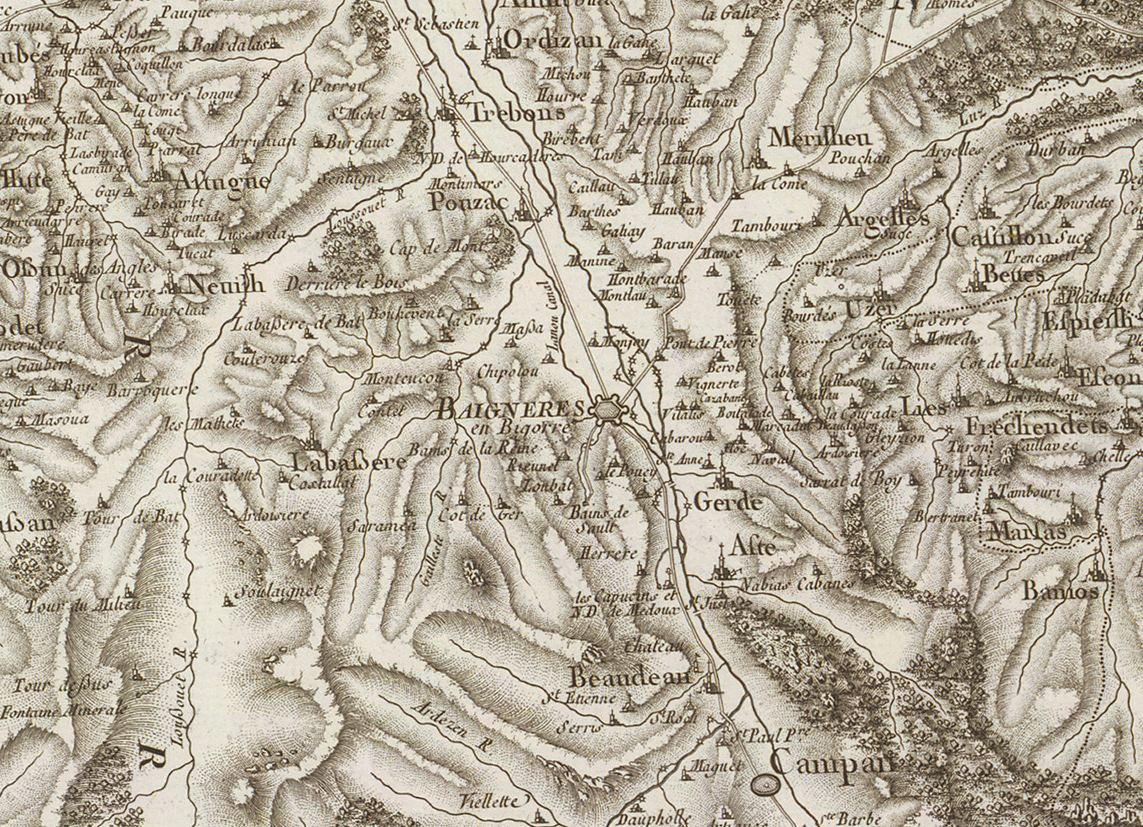
Extrait de la carte de Cassini (entre 1756 et 1789) situant Asté à l'est de Bagnères-de-Bigorre

On trouvera les principales informations dans le Dictionnaire toponymique des communes des Hautes-Pyrénées de Michel Grosclaude et Jean-François Le Nail qui rapporte les dénominations historiques du village :
Dénominations historiques :
- De Guilhermo de Aster, latin et gascon (1062, cartulaire de Bigorre ; v. 1125, ibid. ; 1285, montre Bigorre) ;
- Arnaldus Willermi de Ester, latin et gascon (v. 1090, Larcher, cartulaire Saint-Pé) ;
- Hyspanum de Ester, (v. 1140, livre vert de Bénac) ;
- vicecomes d-Aster, latin et gascon (1183, cartulaire de Berdoues) ;
- en B. d’Astee, (1283, procès Bigorre) ;
- De Asterio, latin (1300, enquête Bigorre ; 1313, Debita regi Navarre ; 1342, pouillé de Tarbes ; 1379, procuration Tarbes) ;
- de Astario, latin (1300, enquête Bigorre) ;
- Aster, (1429, censier de Bigorre) ;
- Aste, (1541, ADPA, B 1010) ;
- Aster, (1614, Guillaume Mauran) ;
- Aster, (1760, Larcher, pouillé de Tarbes) ;
- Asté, (fin XVIIIe siècle, carte de Cassini).

Ce nom dérive d'un fabricant de lances, de broches ou autres objets pointus (occitan ast).
Nom occitan : Astèr.

## Histoire

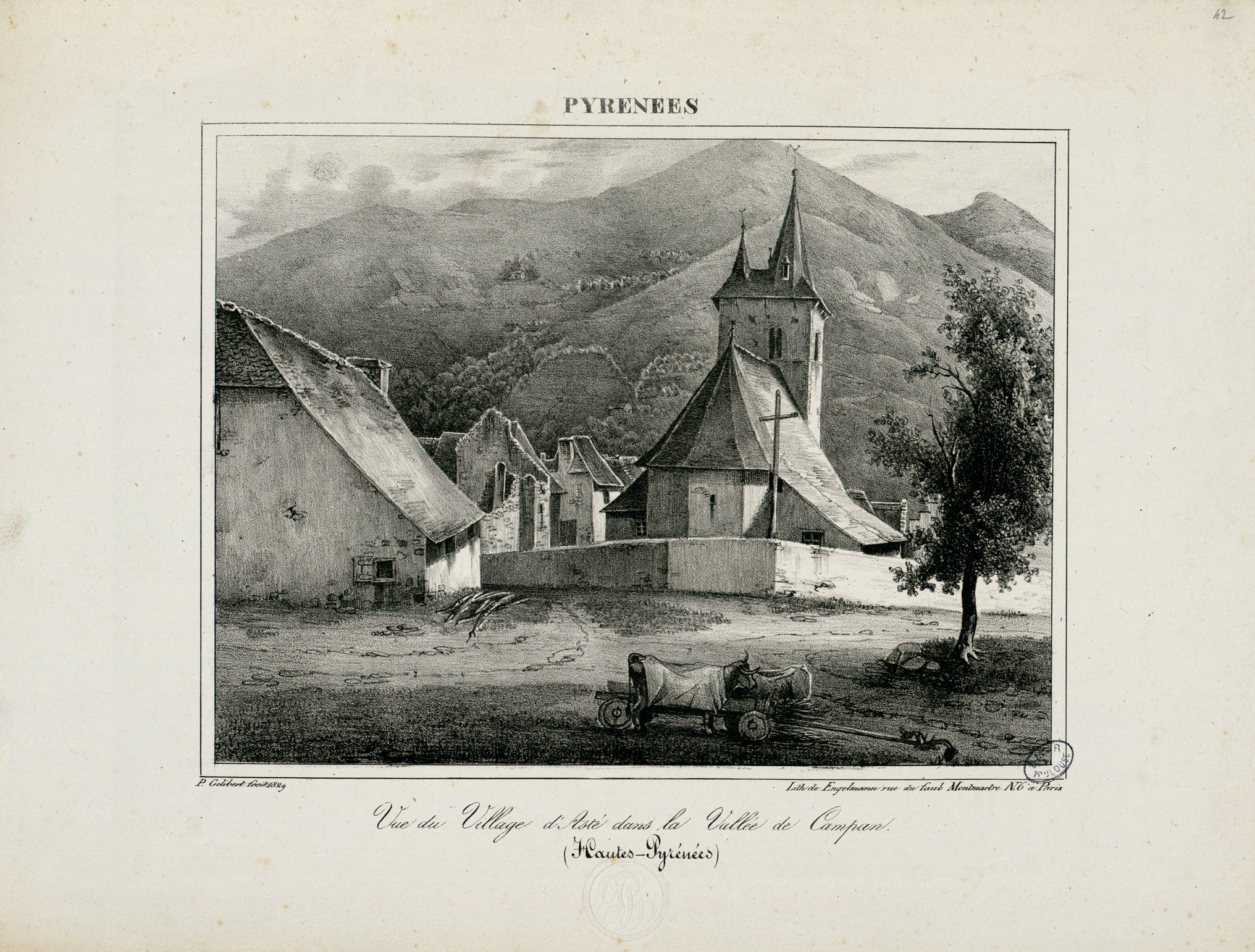
Asté en 1829.

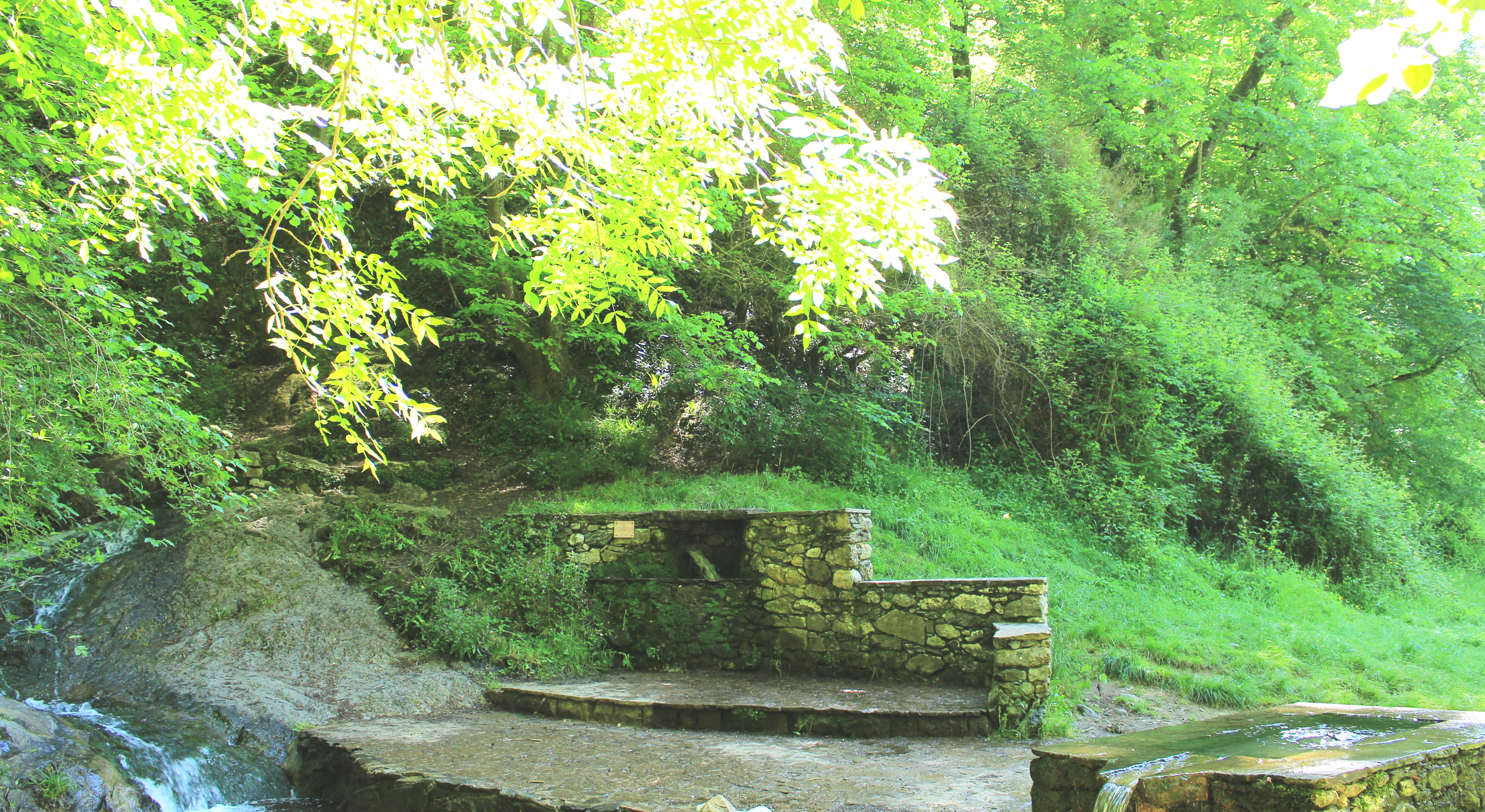
La fontaine de Crastes.

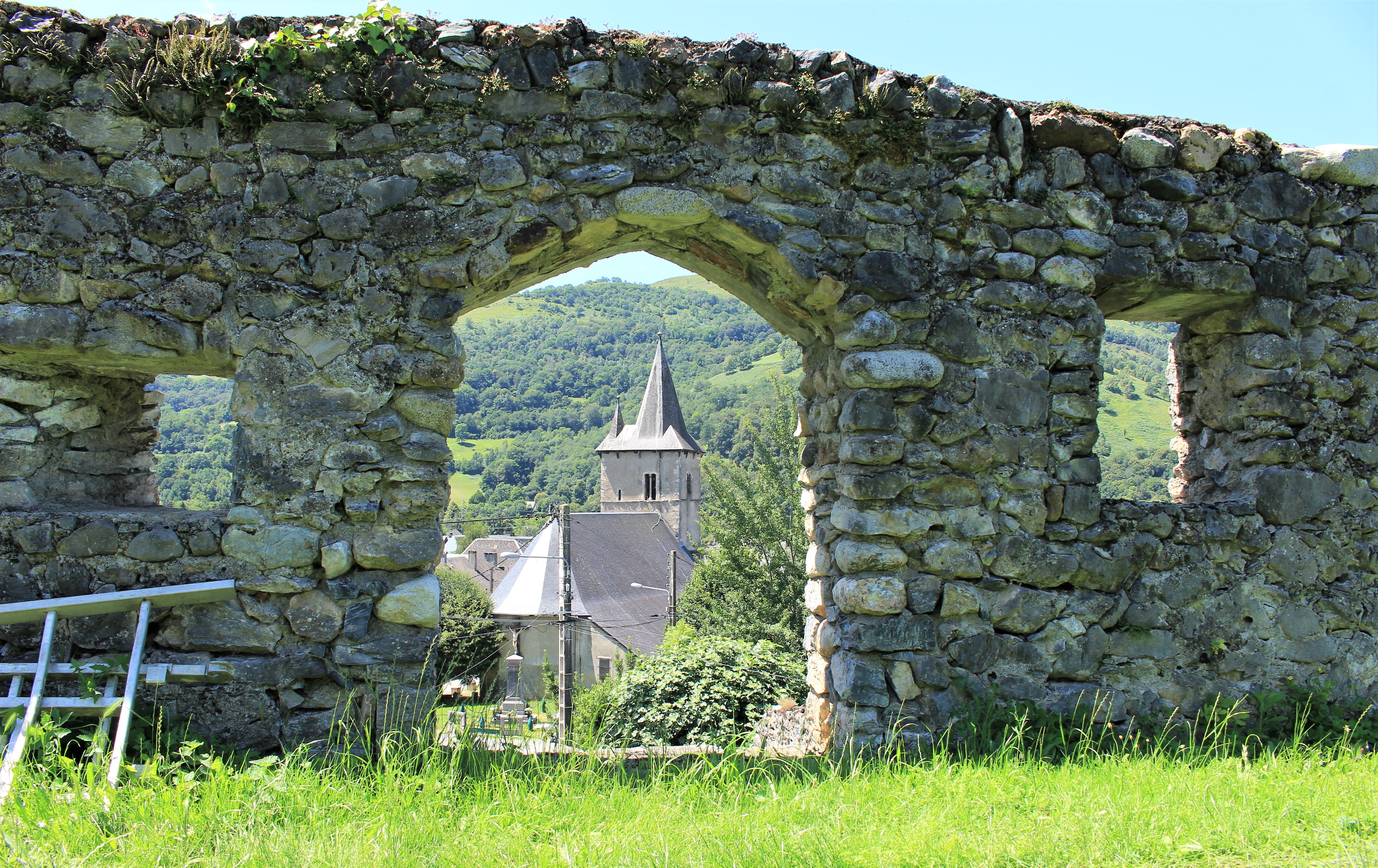
L'ancien château en 2023.

Les seigneurs d'Asté (Aster) sont assez embrouillés : voici un schéma, perfectible. Une première famille des seigneurs d'Asté/Aster, est signalée au XIe siècle avec Guillaume Ier (fl. 1062), auquel succède Auger Ier (fl. 1075/1080), puis sans doute les fils de ce dernier, Fort-Aner et Espain/Hispan Ier (fl. 1130). Puis on trouve Auger II (fl. 1147), Arnaud-Guillaume (fl. 1190) père d'Auger III, lui-même père d'Espain II et Bernard/Bernat Ier : ce dernier, donné aussi directement comme le fils d'Auger II, semble le père d'Agnès d'Asté.
Agnès Ire dame d'Asté épouse Sanche Garcie Ier d'Aure-Comminges, frère cadet du comte/vicomte Bernard d'Aure (ce dernier † vers 1221 ; sa fille, de nom inconnu, transmet le comté d'Aure en 1235 à Arnaud-Guillaume/Guilhem II vicomte de Labarthe, son époux ; Bernard d'Aure et Sanche Garcie d'Asté sont les fils de Raimond d'Aure-Comminges, fils de Bertrande d'Aure et Guy de Comminges, lui-même fils cadet de Bernard Ier comte de Comminges).
La fille d'Agnès et Sanche Garcie d'Aure, également de nom inconnu, transmet Asté à son mari Arnaud II de Coarraze (Arnaud Ier d'Asté). Arnaud de Coarraze est le premier à être dit vicomte d'Asté en 1249.
Leur fils Garcie Arnaud Ier (de Coarraze) (deuxième moitié du XIIIe siècle ; † vers 1264) hérite d'Asté, alors que son frère aîné Arnaud Guillaume continue les sires de Coarraze. Puis sa postérité :
Bernard/Bernat Ier ou II († vers 1283) ; puis son fils Bernat II ou III († vers 1312 ; il épouse Savarigue/Soubirane de Jussan : Guchan ? ; plutôt que Soubirane de Joyeuse), d'où :
Arnaud (II) (première moitié du XIVe siècle, † vers 1330 ; sa sœur Soubirane d'Aure épouse en 1318 François II de Lévis-Montségur, d'où postérité), d'où :
Jean Ier, x 1350 Mascarose d'Orbessan d'Ornézan ; parents de :
Garcie Arnaud II (fin du XIVe siècle), père de :
Jean II (fl. jusque dans le premier quart du XVe siècle), x 1387 Bertrande de Lavedan, fille du vicomte Ramon Garcie VI et sœur du vicomte Arnaud IV de Lavedan, d'où :
Jean III, sénéchal de Bigorre en 1437, † vers 1442, x Marie fille d'Archambaud de Caupenne
Leur fille Agnès II épouse en 1442 Sanche Garcie III de Larboust (alias Sanche Garcie II d'Asté ; sénéchal de Bigorre, † en 1458 au siège de Garris ; frère cadet de Manaud Ier de Larboust : deux fils de Sanche Garcie II de Larboust — de la Maison d'Aure-Comminges/Quatre-Vallées — et de Bertrande de Jussan)   parents de :
Tristan et Jean Ier (ou IV) († vers 1496 ; x 1479 Jeanne de Foix-Béarn-Grailly fille naturelle de Gaston). Jean est le père de Jean II (ou V), de Menaud († 1534) qui suit, de Françoise (x 1517 Antoine de Caraman de Nègrepelisse), et de Catherine (x Charles d'Espagne de Montespan).
Menaud d'Aure, vicomte d'Aster (dit aussi de Larboust), épouse en 1525 l'héritière Claire de Gramont : leur fils Antoine Ier de Gramont (1526-1576), comte de Gramont et de Guiche, vicomte d'Aster et de Larboust, prince de Bidache, prend le nom de sa mère et fonde la Maison de Gramont. Sa dernière fille Claire-Suzanne de Gramont se marie en 1595 avec Henri des Prez (ou des Prés), titré vicomte d'Aster (†1619, sans postérité). Le petit-fils d'Antoine Ier, Antoine II (1572-1644), devient le premier duc de Gramont en 1643.

### Cadastre napoléonien d'Asté
Le plan cadastral napoléonien d'Asté est consultable sur le site des archives départementales des Hautes-Pyrénées.

## Politique et administration

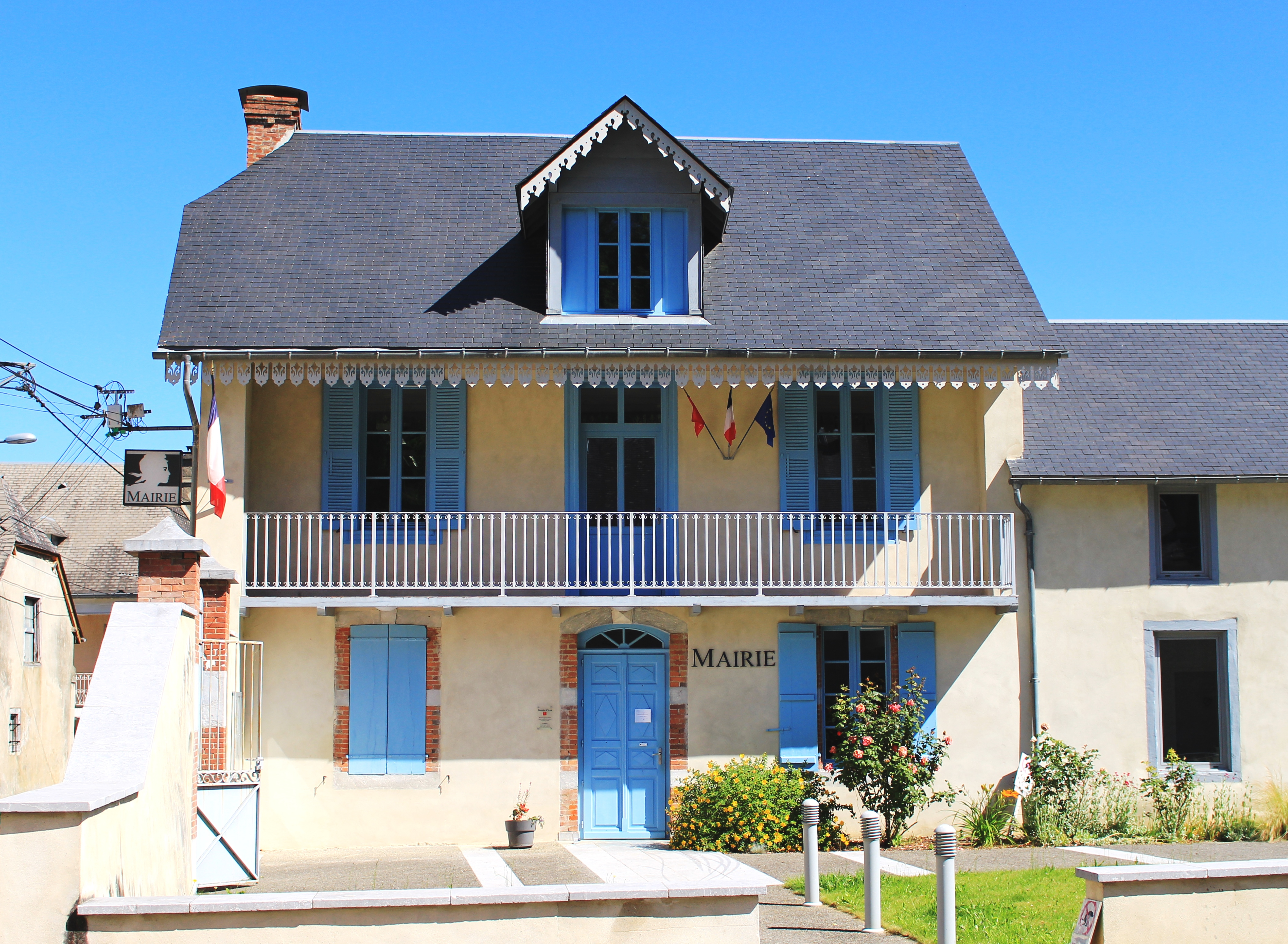
La mairie en 2020.

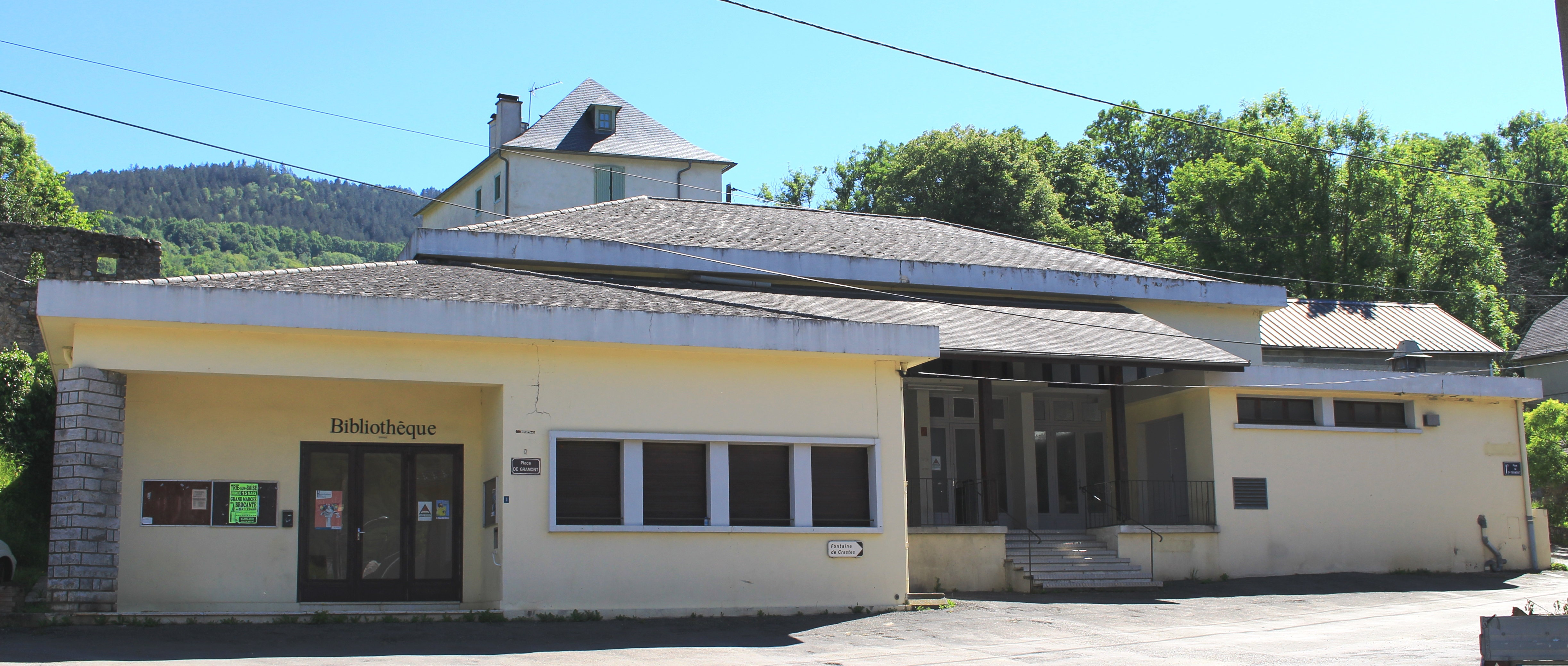
La salle des fêtes

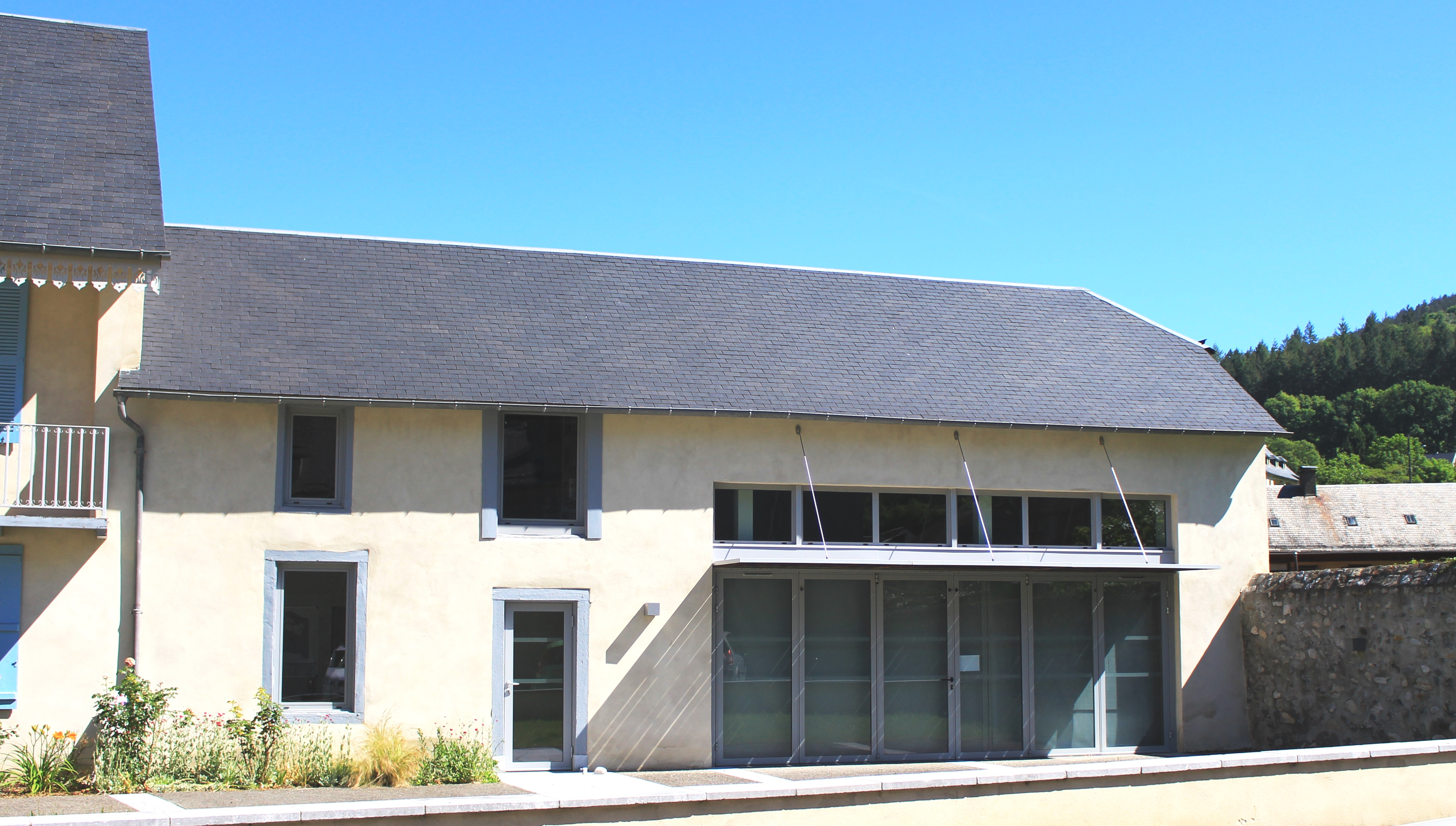
Le foyer rural en 2020

### Liste des maires
| Période                                  | Période   | Identité      | Étiquette | Qualité |
| ---------------------------------------- | --------- | ------------- | --------- | ------- |
| Les données manquantes sont à compléter. |           |               |           |         |
|                                          |           |               |           |         |
| avant 1981                               | ?         | Léon Bérot    | DVG       |         |
| mars 2001                                | mars 2008 | Jean Galiay   |           |         |
| mars 2008                                | En cours  | Thierry Broca |           |         |

### Rattachements administratifs et électoraux

#### Historique administratif
Pays et sénéchaussée de Bigorre, quarteron de Bagnères, vicomté d'Asté, canton de Campan (depuis 1790).

#### Intercommunalité
Asté appartient à la communauté de communes Haute-Bigorre créée en décembre 1994 et qui réunit 24 communes.

## Population et société

### Démographie

#### Évolution démographique

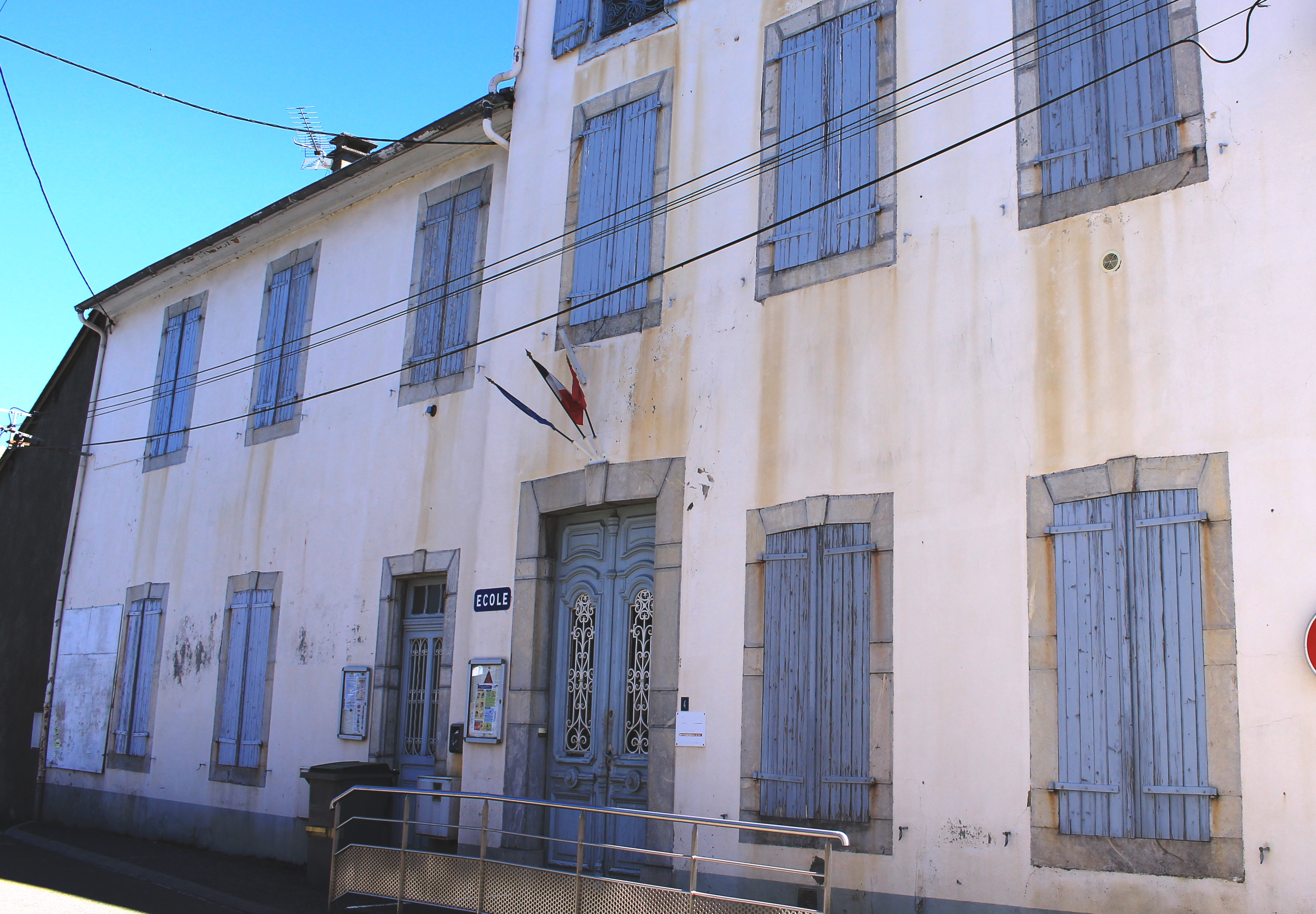
L’école élémentaire en 2020.

| 1793 | 1800 | 1806 | 1821 | 1831 | 1836 | 1841 | 1846  | 1851  |
| ---- | ---- | ---- | ---- | ---- | ---- | ---- | ----- | ----- |
| 690  | 614  | 684  | 691  | 832  | 952  | 989  | 1 088 | 1 062 |

| 1856  | 1861 | 1866 | 1872 | 1876 | 1881 | 1886 | 1891 | 1896 |
| ----- | ---- | ---- | ---- | ---- | ---- | ---- | ---- | ---- |
| 1 029 | 975  | 908  | 917  | 892  | 867  | 895  | 856  | 834  |

| 1901 | 1906 | 1911 | 1921 | 1926 | 1931 | 1936 | 1946 | 1954 |
| ---- | ---- | ---- | ---- | ---- | ---- | ---- | ---- | ---- |
| 816  | 797  | 776  | 688  | 687  | 652  | 610  | 549  | 662  |

| 1962 | 1968 | 1975 | 1982 | 1990 | 1999 | 2006 | 2007 | 2012 |
| ---- | ---- | ---- | ---- | ---- | ---- | ---- | ---- | ---- |
| 604  | 563  | 513  | 504  | 456  | 484  | 520  | 525  | 537  |

| 2017 | 2022 | - | - | - | - | - | - | - |
| ---- | ---- | - | - | - | - | - | - | - |
| 559  | 572  | - | - | - | - | - | - | - |

### Enseignement
La commune dépend de l'académie de Toulouse. Elle dispose d’une école en 2017.
- École élémentaire.

## Économie

### Revenus
En 2018, la commune compte 255 ménages fiscaux, regroupant 587 personnes. La médiane du revenu disponible par unité de consommation est de 19 990 € (20 420 € dans le département).

### Emploi
| Division       | 2008  | 2013  | 2018  |
| -------------- | ----- | ----- | ----- |
| Commune        | 3,4 % | 8,5 % | 7,1 % |
| Département    | 7,7 % | 9,4 % | 9,8 % |
| France entière | 8,3 % | 10 %  | 10 %  |

En 2018, la population âgée de 15 à 64 ans s'élève à 340 personnes, parmi lesquelles on compte 74,4 % d'actifs (67,3 % ayant un emploi et 7,1 % de chômeurs) et 25,6 % d'inactifs,. Depuis 2008, le taux de chômage communal (au sens du recensement) des 15-64 ans est inférieur à celui de la France et du département.
La commune fait partie de la couronne de l'aire d'attraction de Bagnères-de-Bigorre, du fait qu'au moins 15 % des actifs travaillent dans le pôle,. Elle compte 44 emplois en 2018, contre 49 en 2013 et 53 en 2008. Le nombre d'actifs ayant un emploi résidant dans la commune est de 233, soit un indicateur de concentration d'emploi de 19,1 % et un taux d'activité parmi les 15 ans ou plus de 54,7 %.
Sur ces 233 actifs de 15 ans ou plus ayant un emploi, 35 travaillent dans la commune, soit 15 % des habitants. Pour se rendre au travail, 91,7 % des habitants utilisent un véhicule personnel ou de fonction à quatre roues, 1,3 % les transports en commun, 4,9 % s'y rendent en deux-roues, à vélo ou à pied et 2,2 % n'ont pas besoin de transport (travail au domicile).

## Culture locale et patrimoine

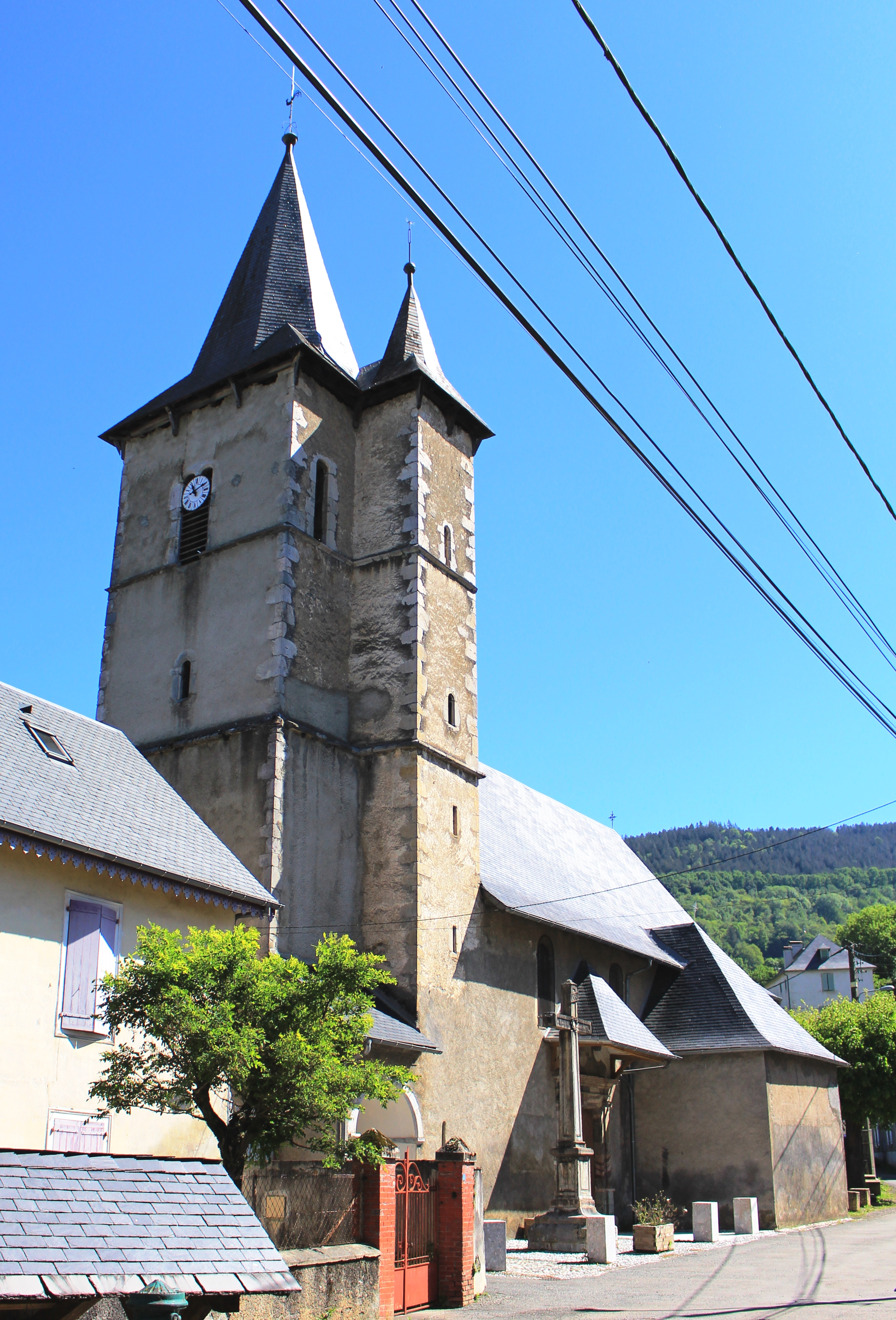
L'église Saint-Saturnin.

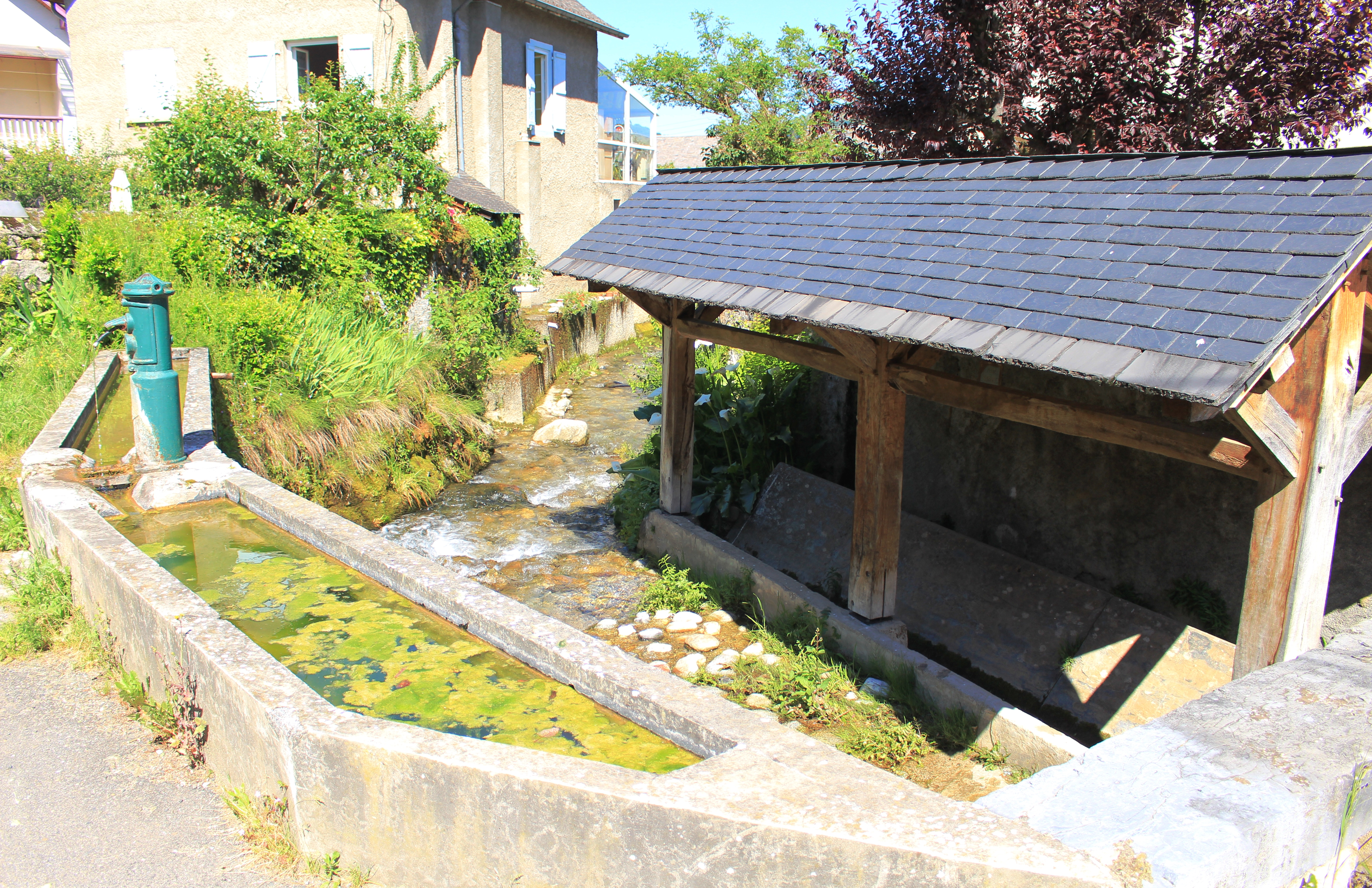
Le lavoir en 2020.

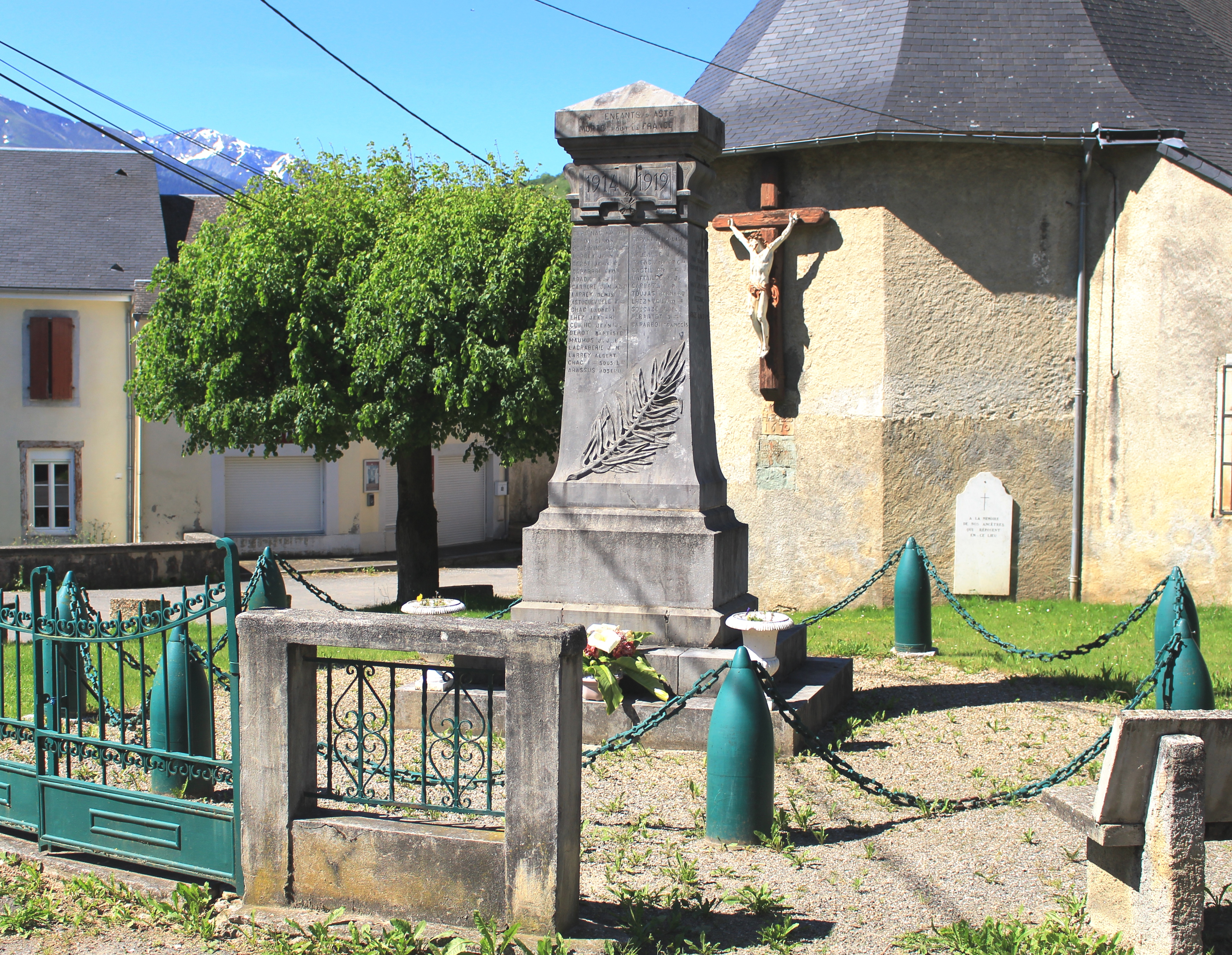
Le monument aux morts municipal.

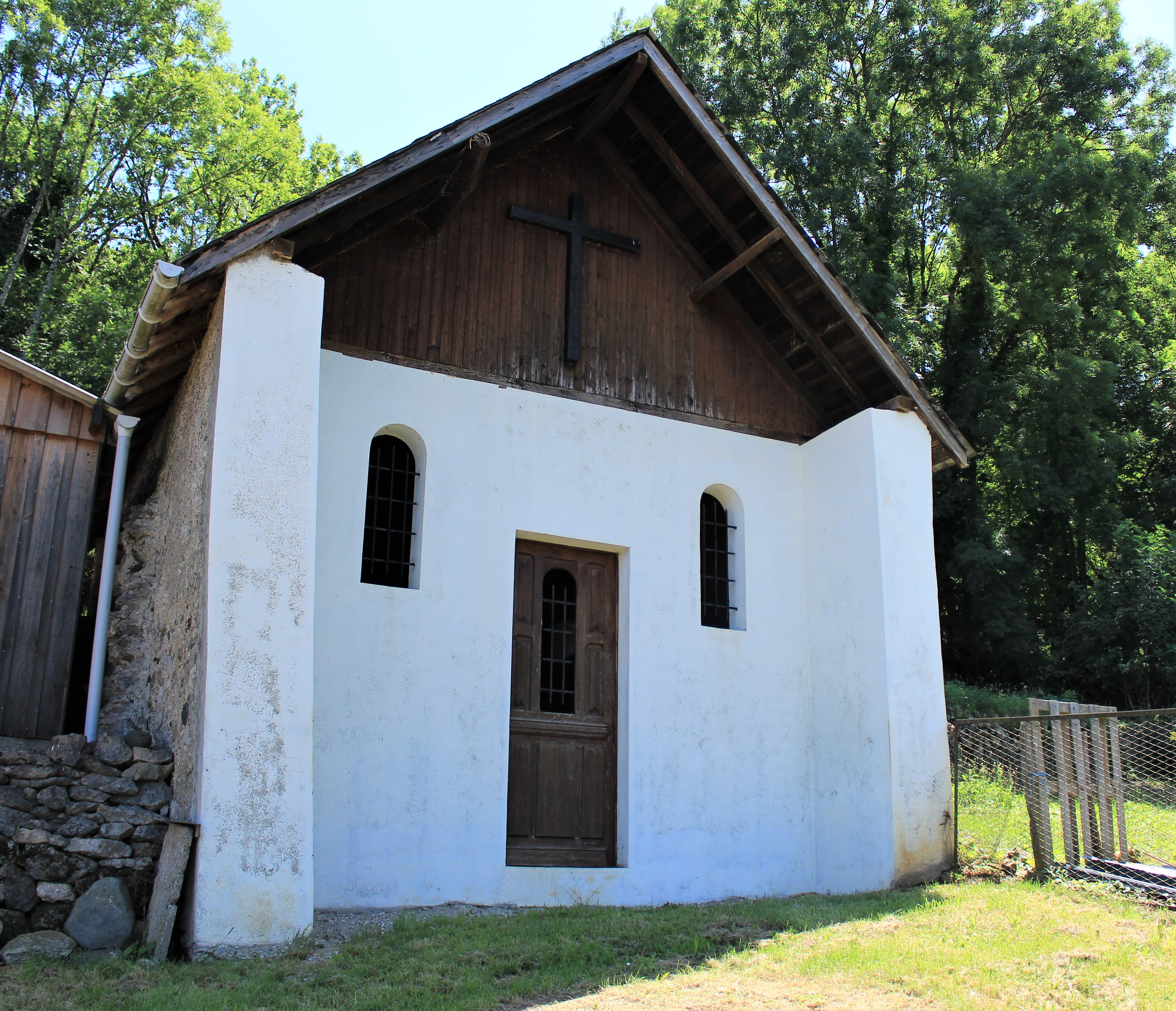
La chapelle Saint-Roch.

### Lieux et monuments
- Église Saint-Saturnin d'Asté. Le mobilier a été réalisé par Jean II Ferrère après l'incendie de 1754.
- Chapelle Notre-Dame-de-Médoux d'Asté.
- Chapelle Saint-Roch
- La Maison des Ferrère et du Baroque Pyrénéen, installée au centre du village en face de l'église, retrace l'histoire locale de l'art baroque.
- Les grottes de Médous, grottes naturelles creusées par une rivière souterraine, situées sur la route des stations de sports d'hiver, sont une grande attraction touristique locale.
- La fontaine de Crastes est réputée pour avoir des vertus curatives[61].
- Lavoir.
- Monument aux morts.

### Personnalités liées à la commune
- Jean I Ferrère, Marc Ferrère, Jean II Ferrère et Dominique Ferrère, constituent une dynastie de sculpteurs ayant réalisé sur trois générations du mobilier baroque fameux dans des églises des Hautes-Pyrénées et des départements voisins. Ils se succèdent dans leur atelier d'Asté de 1647 à 1775, puis à Tarbes jusqu'au début du XIXe siècle.

### Héraldique
| Blason | Blasonnement : De gueules aux trois flèches d'argent, empennées d'or, posées en pal la pointe en bas et rangées en fasce. |